# Industria elettronica nella Repubblica Socialista di Romania
L'industria elettronica nella Repubblica Socialista di Romania fu caratterizzata da una notevole capacità produttiva rispetto ad altri paesi del Blocco sovietico, data la scelta dei Governi romeni di essere indipendenti dalla Unione Sovietica.

## Storia

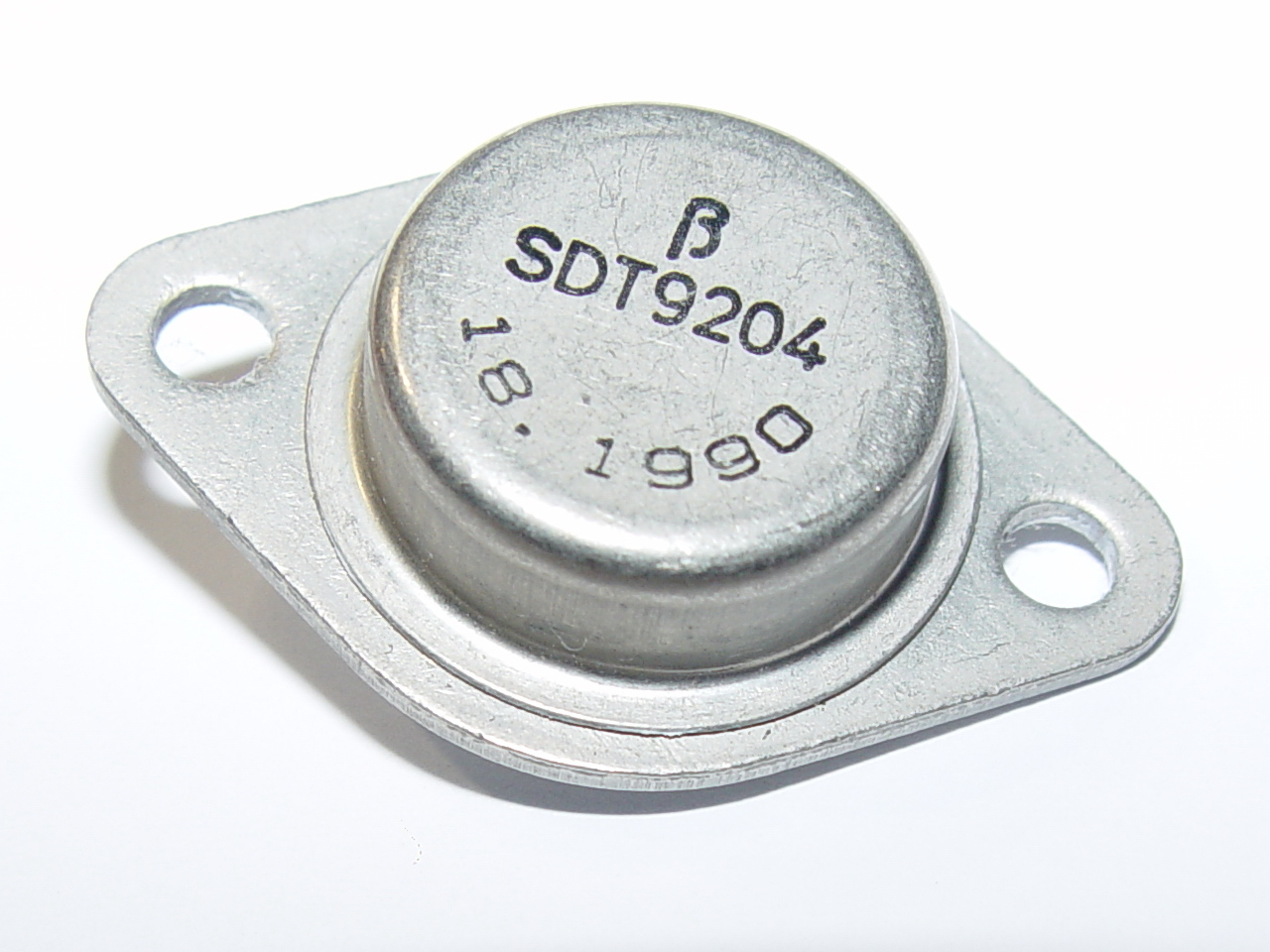
Transistor di potenza SDT9402, con marchiatura "β" logo della I.P.R.S.

Nel 1960 il Governo di Gheorghe Gheorghiu-Dej decise di costruire una fabbrica a Băneasa (Bucarest), che nel 1962 fu chiamata Baneasa Întreprinderea de piese radio și semiconductori (IPRS). Lo stabilimento si sviluppò fino a d avere 6.000 dipendenti agli inizi degli anni'80. Seguirono serie di transistor BJT circuiti integrati lineari e digitali (inclusa la serie 7400), diodi e transistor, dispositivi per microonde, tiristori, triac, e condesatori. IPRS fabbricò anche un microprocessore βP14500, clone del Motorola MC14500B con logica IIL.
Nel 1969 il Centrul de Cercetare Proiectare pentru Componente Electronice (CCPCE) fu creato sulla base del IPRS ma indipendente da esso. Il centro ricerche sviluppò dispositivi a semiconduttore pilota per le successive serie ad opera del IPRS Dal 1974 la sede si spostò vicino al IPRS e cambiò nome in Institutul de Cercetare pentru Componente Electronice (ICCE). Con nuove linee di produzione inaugurate nel 1979 iniziò la fabbricazione di transistor, diodi, c.i., optoelettronica, con poche migliaia di esemplari prodotti al mese.

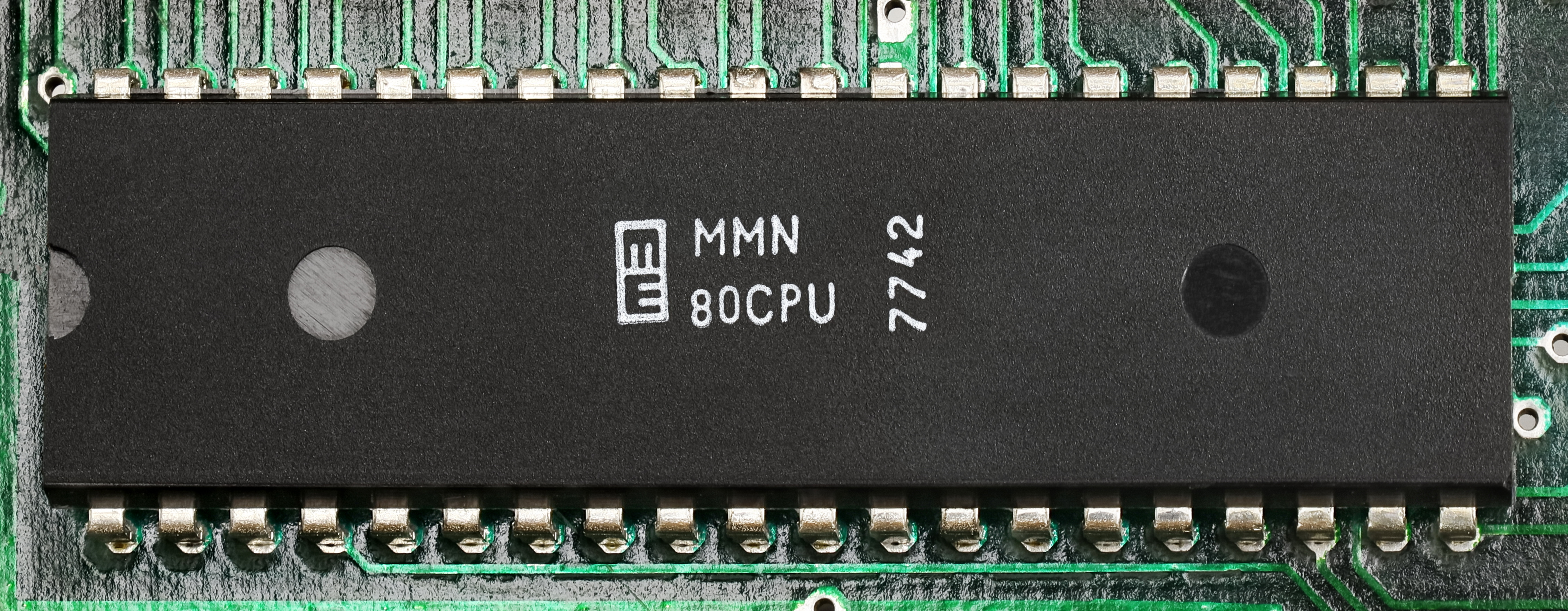
Microprocessore MMN80CPU, marchiato "ME" logo della Microelectronica

Una terza entità, la Microelectronica, fu creata nel 1981 vicina al IPRS e ICCE per la fabbricazione di circuiti integrati con logica PMOS, logica NMOS, e c.i. CMOS (inclusa la serie 4000). Microelectronica fabbricò inoltre un clone del Intel 8080 con la designazione di MMN8080 e un clone dello Zilog Z80 marchiato MMN80CPU. Il MMN80CPU entrò in produzione nel 1988. Da notare che lo Z80 fu lanciato nel 1976 e il clone tedesco orientale U880 nel 1980.

## Designazioni dei semiconduttori
Diversamente dalla designazione dei circuiti integrati sovietici o di quella tedesca orientale della Kombinat Mikroelektronik Erfurt, il Governo romeno non creò standard per la designazione dei semiconduttori. I dispositivi fabbricati su licenza da aziende occidentali seguirono la nomenclatura Pro Electron. Microelectronica designò i dispositivi secondo la tecnologia di processo: MMP per logica PMOS (esempio MMP106), MMN per logica NMOS (esempio MMN8080), e MMC per CMOS (esempio MMC4001).